# Antigua, Fuerteventura
Antigua este una dintre cele 6 comune existente pe insula Fuerteventura. Ea are 8.206  locuitori și se întinde pe o suprafață de 250,56 km².

## Localități ce aparțin de comună
- Caleta de Fustes (El Castillo) (3.752 loc.)
- Antigua (2.073 loc.)
- Triquivijate (605 loc.)
- Valles de Ortega (594 loc.)
- Agua de Bueyes (289 loc.)
- Casillas de Morales (265 loc.)